# Steve Walsh (arbitre)
Pour les articles homonymes, voir Steve Walsh et Walsh.
Steve Reid Walsh, né le 28 mars 1972 à Cambridge (Nouvelle-Zélande), est un arbitre international néo-zélandais officiant pour la Fédération néo-zélandaise de rugby à XV de 1998 à 2009 puis pour la fédération australienne de rugby à XV de 2009 à 2015. 

## Carrière
Steve Walsh commence l'arbitrage à 16 ans, à la suite d'une blessure à la colonne vertébrale.  Il arbitre son premier test match le 13 juin 1998, opposant l'équipe d'Argentine à l'équipe de France. Il n'a alors que 26 ans.
Steve Walsh arbitre notamment trois matchs en Coupe du Monde de Rugby 2003, mais après un accrochage avec un des entraîneurs du XV de la Rose, il est suspendu trois jours et manque France-USA. Peu de temps après, il officie pour le quart de finale opposant l'Australie à l'Écosse. 
En 2005, Steve Walsh est suspendu quatre mois après la tournée des Lions Britanniques en Nouvelle-Zélande pour avoir insulté l'ailier irlandais Shane Horgan. Deux ans plus tard, il arbitre néanmoins la finale du Super 14.
Steve Walsh est encore au sifflet lors de la deuxième demi-finale de la Coupe du Monde de Rugby 2007, entre l'Afrique du Sud et l'Argentine, après avoir arbitré 3 matchs en phase de poules. Il est là pour l'affiche France-Angleterre lors du Tournoi des 6 Nations 2008.
Le mercredi 18 mars 2009, il est licencié de la fédération néo-zélandaise de Rugby pour incidents disciplinaires. Il intègre donc la fédération australienne.
Lors de la Coupe du Monde 2011, Steve Walsh arbitre cinq matchs, dont trois fois l'équipe de France : face au Japon, aux Tonga et en quart de finale face à l'Angleterre. 
En 2012, il arbitre non seulement sa deuxième finale de Super 15, mais aussi son 50e match international lors de la tournée de Novembre. Il s'agit de France-Argentine, rencontre gagnée 39-22 par les Bleus.
Certains spectateurs lui reprochent son arbitrage assez laxiste, aux antipodes des standards européens, permettant cependant de faire vivre le jeu. Depuis 2013, il s'est imposé comme l'un des meilleurs arbitres au monde, il reçoit la distinction de meilleur arbitre du Tournoi des six nations cette même année.
En mars 2015, il annonce la fin de sa carrière à la suite de nouvelles opportunités professionnelles,. Il était pourtant presque assuré de participer à la coupe du monde en Angleterre.

## Anecdotes
Steve Walsh a un tatouage sur son bras gauche. Il y est inscrit : « He, who controls himself controls the game ».

## Palmarès
- 56 matchs internationaux (au 20 mars 2015)[6]
- 2 finales du Super 15, en 2007 et en 2012
- 13 matchs de Coupe du Monde, dont 3 en phases finales